# パシュマン島
パシュマン島(クロアチア語：Pašman) (発音: [pǎʃman])は、アドリア海に浮かぶクロアチア領の島で、面積は60.11 km2
ザダル市の南に位置し、周囲にはウグリャン島やイズ島、ドゥギ島、コルナティ島が有る。
2011年の人口は2845人。
中心都市のパシュマンを含め、11の村が有る。

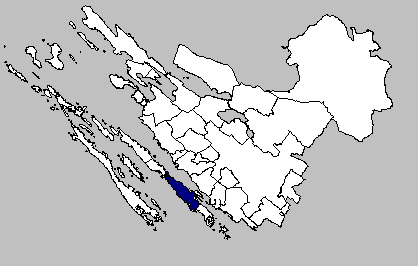
ザダル郡内のパシュマン島の位置

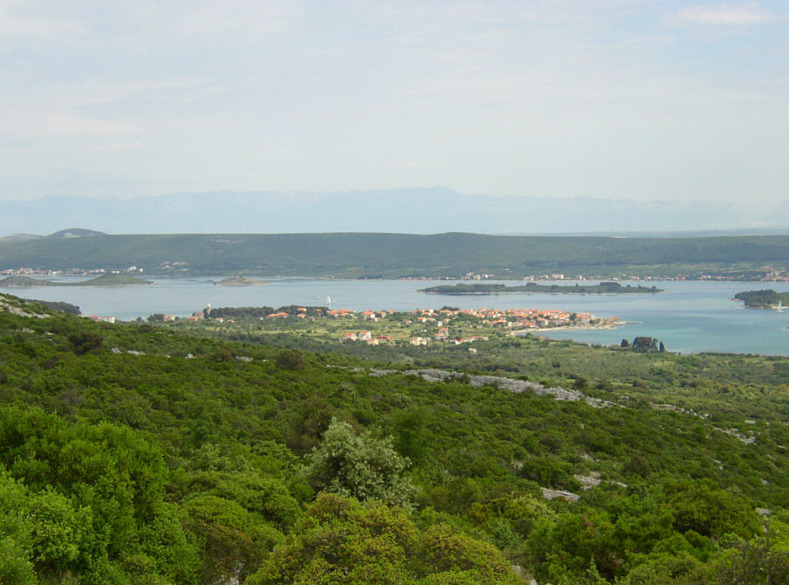
パシュマン島

クロアチアの島の中で緑地面積が最大で、面積は12位。
海流が常に変化する事で、アドリア海で最も海が美しい場所として知られる。

## 山

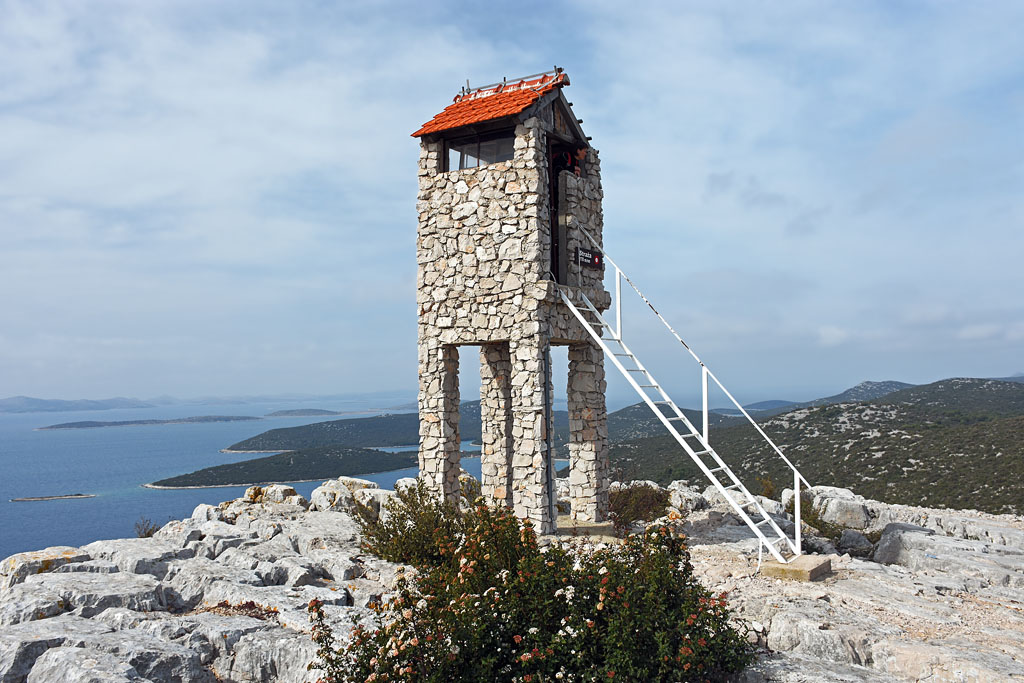
ストラジャ山

- Veliki Bokolj, 274 m,
- Oštro, 254 m,
- Semica, 199 m,
- Straža, 180 m,
- Jakovljev vrh, 178 m,
- Mali Bokolj, 164 m,
- Cudonjin, 146 m,
- Martinjak, 139 m,
- Pustograd, 108 m,